# Broadmayne
Broadmayne – wieś w Anglii, w hrabstwie Dorset, w dystrykcie (unitary authority) Dorset. Leży 5 km na południowy wschód od miasta Dorchester i 183 km na południowy zachód od Londynu. W 2001 miejscowość liczyła 1864 mieszkańców.